# 1인 미디어

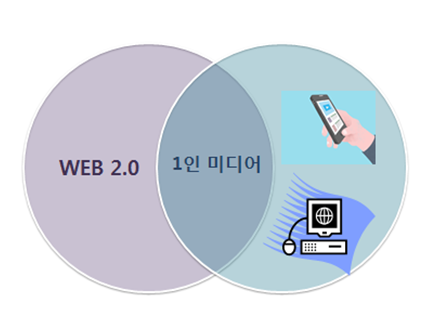
1인 미디어의 등장을 web 2.0과 스마트폰의 확산으로 설명한다.

1인 미디어란  개인이 다양한 콘텐츠를 직접 생산하고 공유할 수 있는 커뮤니케이션 플랫폼이며, 새로운 형태의 커뮤니케이션 채널을 의미한다. 스마트폰 하나만으로 나만의 콘텐츠를 제작하고 전 세계와 공유하는 현 시대의 이러한 발전은 기존의 매스미디어가 아닌 개성을 가진 개인의 콘텐츠의 ‘1인 미디어’의 등장을 야기했다.

### 1인 미디어의 등장 배경
참여, 개방, 협업이라는 특징을 가진 웹2.0, 미디어의 콘텐츠 서비스를 자유롭게 제공할 수 있는 쌍방향 인터넷 환경 조성과 PC와 스마트폰의 확산으로 ‘1인 미디어’가 등장하고 발전하였다. 아래의 표를 통해  스마트폰과 TV , PC의 중요도에 대한 인식이 점차 변화하고 있음을 보여준다. 2015년에 스마트폰은 46.4%, TV는 44.1%로 매체의 인식비교에서 스마트폰의 중요도 인식이 크다는 결과가 나왔다.
|          | 2013  | 2014  | 2015  | 2016  | 2017  |
| -------- | ----- | ----- | ----- | ----- | ----- |
| TV       | 46.3% | 44.3% | 44.1% | 38.6% | 38.1% |
| 스마트폰 | 37.3% | 43.9% | 46.4% | 55.5% | 56.4% |
| PC       | 12.9% | 9.4%  | 7.1%  | 3.2%  | 3.4%  |

### 1인 미디어의 성장

#### 텍스트 1인 미디어
1인 미디어의 시작은 인터넷의 발달로 싸이월드의 ‘미니홈피’와 같은 포털싸이트에 자신의 감정이나 공간을 만들고 사회적 네트워크를 형성하는 것이었다. 하지만 싸이월드는 개인일상 중심이고, 친한 친구들끼리 연락을 주고받는다는 의미에서 1인 미디어보다는 개인 커뮤니티라는 성격이 강했다. 이후 ‘온라인 개인 일기장’에 지나지 않고 사회 사건들에 대한 자신의 관점과 목소리를 전달하면서 블로거(Blogger: 블로그 하는 사람)가 등장하였다. 2006년 초 포털사이트 다음의 블로거뉴스 서비스는 네티즌의 이야기가 뉴스가 되는 사회를 보여주었고 텍스트 1인 미디어 시대의 도래를 상징적으로 보여줬다. 또한 홈페이지 내의 디자인, 구성, 커뮤니티 경로 등 서버 관리 기술이 발전하면서 사회적 네트워크를 형성하는 경로가 블로그를 발전시켰다. 이를 바탕으로 블로거들은 인터넷에서 사진과 짧은 글을 통해 타인에게 나를 알리는 동시에, 개인 이미지를 형성(특정 주제에 대한 정보전달)했다. '텍스트 1인 미디어'는 개인만의 콘텐츠제작에 집중하고 ‘1인 미디어’시대를 개화시켰다.

#### 음성 1인 미디어
팟캐스트는 애플의 아이팟(ipod)과 방송(Broadcasting)을 결합해 만든 신조어로 개인의 채널을 운영하며 음성메시지의 형태로 의사전달을 한다. 2011년 ‘나는 꼼수다’ 열풍처럼 기존의 라디오와 달리 팟캐스트는 개인적인 커뮤니케이션 공간으로 개인의 의견을 필터링 없이 제시하고 TV나 기존의 미디어가 전하지 못했던 정치적인 문제점들을 부담없이 소비자에게 전달했다. 2017년 7월 초 기준으로 한국 최대 팟캐스트 사이트 ‘팟빵’에 등록된 방송 수는 1만개가 넘는다.

아래도표는 '팟빵 누적 앱 다운로드 수'로 2012년에 20만명에서 2017년에 320만명으로 계속해서 팟캐스트에 대한 관심이 증가하고 있다.2

#### 영상 1인 미디어
멀티미디어 시대로 접어들면서 커뮤니케이션 양식은 기존의 구두(oral)와 문자(written) 시대의 커뮤니케이션 양식과는 다른 새로운 감각체계에 대한 확장이 나타났다. 기존의 ‘1인 미디어’의 청각적 시각적 요소를 더욱 발전시켜 영상의 형태로 시청자들로 하여금 더욱 생동감과 현실감을 느끼게 했으며 접근성을 높임으로써 인기가 높아졌다. 그 중에서도 ‘실시간 스트리밍’이 최근들어 화두가 되고 있다. 그에 대한 예로 Twitch, 페이스북라이브, 인스타라이브, 유튜브라이브 그리고 아프리카tv가 있다. 실시간 스트리밍은 개인의 일상 뿐 아니라 영화홍보, 실시간 현장 사건 전달(촛불집회) 등 다양한 형태로 사용된다. 시청자는 장소는 다르지만 같은 시간 속에서 소통하면서 영상에 대해 현장감을 느끼며 소통을 더 원활하게 할 수 있다는 점에 초점을 맞추어 인기가 높아지고 있다.

### 1인 미디어에 따른 새로운 산업등장

#### 다중채널네트워크(Multi Channel Networks)

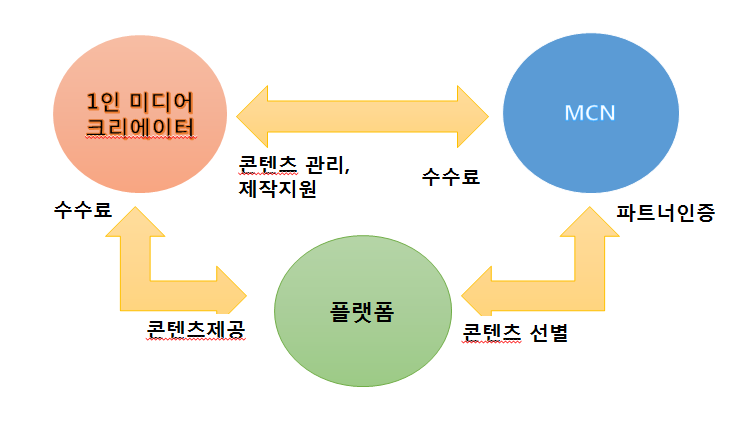
1인 미디어의 발달로 개인 콘텐츠를 지원해주는 시장이 등장했고 다양한 기업이 참가하고 있다.

1인 크리에이터 시장 규모가 커지면서 동영상의 제작 지원과 배급을 담당하고 다양한 채널에서 수익을 창출하는 새로운 산업분야가 등장했다. 크리에이터와 MCN 업체들은 무섭게 성장하며 기존 미디어들을 위협하고 있다. MCN의 등장으로 1인 창작자도 대형 제작사에 버금가는 양질의 콘텐츠를 제작할 수 있게 됐기 때문이다. 구글은 2020년 전체 미디어 가운데 기존 방송사나 스튜디오는 25%에 그치고 나머지를 1,000여개 1인 채널과 MCN 업체들이 차지할 것으로 예상했다.
- 미셸 판-2007년 휴대폰 카메라로 촬영한 화장법 동영상을 유튜브에 올려 스타가 된 1인 동영상 창작자(크리에이터)다. 그녀의 유튜브 채널은 약 830만명이 구독하는 것을 눈 여겨 본 랑콤은 2010년 그를 메이크업 아티스트로 영입했다.
- 트레져헌터- '양띵'과 '아프리카TV' 김이브 등과 파트너를 맺은 업체로 스튜디오 크리에이터 저작관리를 한다.
- CJ E&M(다이아TV)- 파트너들의 영상 제작 인프라를 지원하며 채널 운영을 위한 컨설팅은 물론 광고비 정산과 세무 처리도 대행하고, 파트너를 위한 별도의 광고 상품도 개발한다.

#### 인플루언서
'영향을 끼치다'는 의미의 라틴어 '인플루엔자(Influenza)'란 단어에서 비롯된 단어로 '영향력이 있는 사람'이란 뜻하는데 마케팅에서 새로운 축으로 떠오르고 있다. 예전에 파워블로거들이 주로 스틸사진과 텍스트 형식의 콘텐츠로 상품평 등을 달았다면, 이들은 영상을 통해 실시간으로 상품 리뷰를 할 수 있다는게 장점이다.  텍스트 콘텐츠를 기피하는 젊은층들에게서 인기가 상승하고 있다.

##### 기업의 투자
- 에미레이트 항공사 - 헐리웃 스타보다 인플루언서 1명의 광고효과가 9배 달했다.
- 기네스광고 - 2015년 10월, 유명 주류 브랜드를 1인 미디어의 유명 BJ와 협업을 진행하여 재치 있는 캠페인을 선보였다. 본 캠페인 영상은 총 147만 조회 수(2015년 12월 기준)를 기록하며 성공을 거두었다.
- 미디어킥스(Mediakix)- SNS를 이용한 인플루언서 마케팅 규모가 2016년 10억달러에서 2019년에는 20억달러로 3년만에 2배이상 성장할 것으로 내다보고 있는 등 앞으로 급성장할 전망이다.
- 요기요 광고 - 먹방 크리에이터의 콘텐츠 시청 중간중간 광고를 넣어 크리에이터가 먹는 음식을 주문하도록 하는 전략으로 유명 먹방 크리에이터에게 투자를 한다.

#### 1인 홈쇼핑 '우먼스 톡'
올해 2월 국내 최초 ‘모바일 뷰티 홈쇼핑’이라는 타이틀로 출발한 뷰티커머스 우먼스톡은 '1인 미디어'의 형식을 가져와 핸드폰 어플을 통해 홈쇼핑 방송을 한다. 각계각층의 스타들이 직접 제품 사용 노하우를 보여주고 방송에 나오는 화장품은 구매창을 통해 실시간 구매하는 형식이다.  우먼스톡의 매출은 1년만에 월2억에서 12억원으로 증가했고, 현재 27만명인 회원수도 매달 2만명 이상 늘고 있다.

### 1인 미디어의 인기

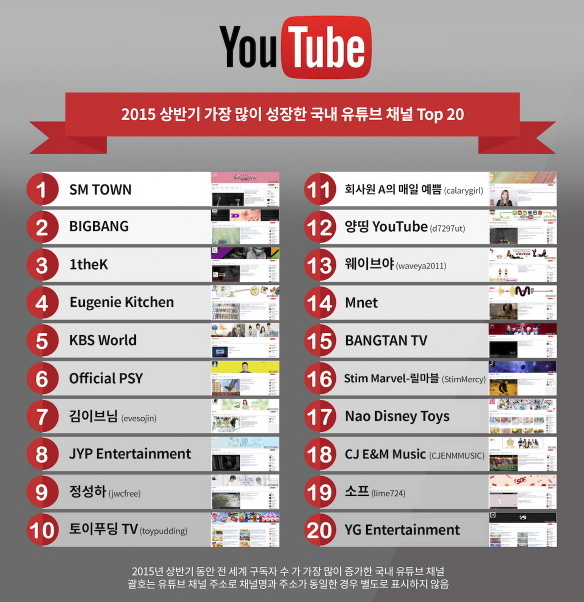
2015년 가장 많이 성공한 유튜브 채널목록으로 1인 미디어의 인기 채널 20위 중 개인 크리에이터 채널이 9개(45%)나 포함.

#### 쌍방향 소통방식
1인 미디어는 댓글이나 채팅등을 통해 시공간의 제약을 받지 않고 정보전달자-수용자의 관계를 허물고 있는 그대로 가감 없이 보여주는 ‘리얼’형식으로 시청자들의 공감을 이끌면서 인기를 얻고 있다. 또한 '1인 미디어 광고'가 더 수익을 내는 이유는 기업에 소속되지 않은 개인이라는 이미지를 가지고 광고에 나온 모델들보다 훨씬 솔직 담백한 제품리뷰가 가능할 것으며 판매자 입장에서 제품을 설명하면서 신뢰감을 형성하기 때문이다.
- 마이리틀텔레비전

1인 방송 형식과 기존의 예능 형식을 적절하게 조합하여 재미를 더하였다. 연예인들의 솔직한 모습을 그대로 보여주고 댓글을 통해 시청자와 실시간으로 소통하는 모습을 방송에 내보내면서 멀게만 느껴졌던 방송인과 대화를 주고 받는다. 그리고 채팅창의 대화를 일종의 자막처럼 활용하여 채팅에 참여하지 않고 방송만 보고있어도 내가 참여하고 있는 느낌이 들어 방송에 친숙한 느낌을 준다.방송을 보면서 혼자 했던 엉뚱한 생각을 말하기도 하고 옥에 티를 지적하기도 하는 등 참여자들의 반응도 가지각색이다.

#### 다양한 콘텐츠
[다양한 플렛폼]과 플랫폼 내의 [다양한 콘텐츠]는 소비자의 선택의 폭을 넓힌다. 자본과 기술이 없어도 컴퓨터와 웹캠만으로 어디서든 촬영 할 수 있기 때문에 자본이나 기술의 손실이 크지 않다. 따라서 여러 가지 콘텐츠들, 예를 들어 '먹방(먹는 방송)', '겜방(게임하는 방송)', '톡방(토크하는 방송)'등 많고 다양한 채널이 현재에도 생겨나고 있다.

### 1인 미디어의 과제

#### 표현의 자유와 제한
단순한 구독자 수를 늘리기 위한 컨텐츠들이 제한없이 생기고 있다. 이러한 영상들은 폭력성이나 성적인 면을 강조하는 자극적인 영상들로 사회적으로 문제이다. 공중파와 케이블 방송처럼 심의규정이 명확하지 않고 방송통신심의위원회가 수많은 개인방송을 일일이 관리하고 제재하는 게 불가능하기 때문에 1인 미디어에 대한 심의 규정이 쉽지 않다. 이는 특히 교육적으로 악영향을 끼친다. 일부 BJ는 음란물과 동물 학대 장면 등을 가감 없이 실시간으로 중계하며 채팅창은 욕설이 난무한다. 방송을 진행하는 다수의 사람들이 미디어의 역할이나 기능에 대한 깊은 고찰 없이 오락적 기능에 치우쳐 이러한 문제가 발생한다.
- 미국의 10대가 음주운전 사고를 내고 동생이 다치자 이 모습을 소셜미디어에 생중계했다. 사경을 헤매는 모습을 보면서도 촬영을 멈추지 않았고 결국 여동생은 현장에서 숨졌다.[8]
- 정보의 왜곡- 사람들의 이목을 끄는 제목으로 컨텐츠를 만든다. 하지만 실제로 들어가면 정보가 과장된 경우도 대다수이고 가짜뉴스로 정보왜곡을 하는 채널도 있다.

### 1인 미디어의 미래

#### 정보의 스모그시대
페이스북 사용자들은 1분에 평균 3,125만개의 메시지를 보내며 277만개의 동영상을 시청하고 유튜브 사용자들은 1분마다 평균 300시간의 유튜브 동영상을 업로드하며 정보의 홍수 속에서 콘텐츠소비의 개인화가 더해지면서 적합한 정보 선별의 관심과 중요성 확대되었다. 콘텐츠 스모그 속에서 적합한 콘텐츠를 선별해주는 정교화된 맞춤형추천 서비스가 각광 받을 것이다. 따라서 양질의 콘텐츠를 이용자에게 성공적으로 전달하는 것이 콘텐츠 스모그 시대의 핵심 생존 전략으로 대두될 수 있다.

#### 새로운 직업
미래창조과학부는 미래의 방송인을 희망하는 학생들을 대상으로 '청소년 방송 미디어 직업 체험전'을 개최하였다. 청소년들을 미래 방송 미디어 분야의 창의인재로 성장할 수 있도록 지원하기 위해 마련된 것으로 다양한 행사가 펼쳐졌다. 미래창조과학부는 이번 체험전만이 아니라 실무 중심의 지원을 통해 특성화고등학교나 특성화 대학 등 전문 교육기관 중심으로 융합형 콘텐츠 제작인력 양성을 확산시킬 방침이다. 또 산학 협력을 통해 1인 창작자를 희망하는 청소년들에게 사업화 기회를 제공하는 방안을 지속해서 모색할 계획이다.

#### 예능을 넘어선 의사표시의 장
1인 미디어가 문화, 경제, 나아가서는 사회까지 영향을 미치고 있으며 1인 미디어의 전망은 다양한 방면으로 확대될 것이다. 더 나아가서는 기성미디어가 가지고 있던 정보불평등의 문제도 해결할 수 있을 것이라 예측한다.
- 쥐픽쳐스- 쉬운 뉴스로 10대에게 어려운 시사를 재미있게 풀어서 전달한다. 이는 단순히 정치, 시사등의 이슈전달에서 끝나는 것이 아니라 역사적 의미를 깨닫게 하고 정치적인 소견을 표현한다. 뉴스를 잘 접하지 않는 이들에게 뉴스를 쉽게 다가갈 수 있게 하는 1인 플랫폼이다.
- 대통령 퇴진 운동 - 집회 상황을 실시간으로 전달하면서 그 자리에 참여하지 못하는 사람들도 함께 참여할 수 있는 기회가 되었다.